# N-240
La carretera N-240, denominada carretera de Tarragona a San Sebastián y Bilbao en su tramo gestionado por el estado y carretera Tarragona - Bilbao (por Barazar) en su tramo gestionado por las diputaciones forales de Álava y Vizcaya, es una carretera de interés general que unía originalmente la ciudad de Tarragona con las ciudades de Bilbao y San Sebastián a través de Huesca, Pamplona y Vitoria. Actualmente quedan únicamente algunos tramos de esta, que se describirán a lo largo del artículo. Su longitud es de 303,31 km en total según los últimos catálogos de carreteras publicados, aunque originalmente rondaba los 550.

## Recorrido
El primero de los tramos de la carretera nace en Tarragona en el enlace de la Avenida de Andorra con la A-7 y se dirige a Valls (tramo paralelo a la autovía A-27, ya construido), donde finaliza en el sur del municipio.
El segundo de los tramos se inicia al este de Valls y se dirige a Montblanch (autovía A-27 paralela en construcción), desde donde discurre paralelamente a la AP-2 hasta llegar al este Lérida. En esta ciudad se cruza con la LL-11 (antigua N-2).
Desde el oeste de Lérida continúa un tercer tramo de su recorrido hasta llegar al norte de la ciudad de Huesca, donde se encuentra con las carreteras E-7 A-23 y N-330. Dos porciones de la carretera en este tramo están cedidas a los ayuntamientos de Binéfar y Monzón, respectivamente, por lo que no pertenecen en la actualidad a esta vía. 
Antiguamente, la N-240 se correspondía con el trazado de la actual carretera A-132, saliendo de Huesca por el oeste para dirigirse a Ayerbe, Murillo de Gállego y el embalse de La Peña, continuando hacia Pamplona por el Puerto de Santa Bárbara.
En la actualidad la vía carece de trazado entre Huesca y Jaca, iniciándose el último de los tramos al oeste de Jaca, dirigiéndose en dirección a Navarra, pasando por Puente la Reina de Jaca y Berdún, y finalizando en el límite provincial entre Zaragoza y Navarra.
Si bien antiguamente existían tramos de la vía en las comunidades de Navarra y Euskadi, en la actualidad únicamente quedan algunas vías, ya transferidas a las comunidades autónomas, que comparten recorrido o nomenclatura (véase sección historia).

## Historia
En sus orígenes la carretera nacional 240 servía como vía principal de conexión entre la costa mediterránea y cantábrica a través del subpirineo, hecho que en la actualidad se está tratando de recuperar mediante vías rápidas con la construcción de la A-21, A-23 y A-22.
En Cataluña, la carretera partía de Tarragona y se dirigía al noroeste en dirección a Lérida, tal y como hace en la actualidad. Desde Lérida se dirige a Huesca a través de Barbastro. El trazado original de este tramo está conservado casi íntegramente en la actualidad. 
A partir de la ciudad de Huesca, la carretera se dirigía en dirección a Puente la Reina de Jaca a través de los municipios de La Sotonera, Loscorrales, Ayerbe, Murillo de Gállego, Las Peñas de Riglos y Bailo. En la actualidad esta carretera se denomina A-132. En cambio, el tramo de la N-240 que ahora discurre entre Jaca y Puente la Reina de Jaca no se denominaba así originalmente; entonces era una carretera comarcal numerada como 134 y después de renombrar el tramo Huesca-Puente la Reina de Jaca como A-132 la C-134 pasó a denominarse N-240 en el citado tramo.  
Desde Puente la Reina de Jaca en adelante la vía se dirigía hasta Pamplona. El tramo aragonés sigue existiendo, tal y como se describe en la sección anterior, pero el tramo navarro hasta Pamplona ha sido renombrado como carretera local NA-2420 una vez construida la A-21. 
Una vez la carretera llegaba a Pamplona, esta discurría al noreste hasta el municipio de Irurzun. Actualmente únicamente existe una subvariante de la nacional conocida como carretera Pamplona - Vitoria con identificador N-240-A, que discurre desde la localidad de Berriozar hasta Irurzun. Desde este último municipio partían antiguamente dos ramas de la carretera: una que conectaba con San Sebastián a través de Tolosa y la N-I, renombrada posteriormente como N-130 y NA-130 a finales del siglo XX, y como NA-1300 y GI-2135 en la actualidad; la otra rama recorría todo el tramo occidental de Navarra y tras la construcción de la A-10 se convierte en la NA-2410, que sirve de vía de servicio de la autovía. Por tanto, los tramos navarro y guipuzcoano de la N-240 no existen como tal en la actualidad, salvo la subvariante N-240-A, que se constituye como vía independiente perteneciente a la Red de interés general de la Red de Carreteras de Navarra.
En territorio del País Vasco, la carretera parte de Vitoria en dirección norte. El tramo actualmente sigue existiendo con similar trazado y mismo identificador al original, aunque está constituido como vía independiente denominada carretera Tarragona a Bilbao (por Barazar), haciendo referencia a la denominación original de la vía.
La antigua N-240 tiene diferentes autopistas y autovías que discurren de forma paralela (o, a veces, sustituyéndola) a lo largo de su recorrido. Son las siguientes:
- A-27 Autovía desde Tarragona hasta Valls. (En construcción hasta Montblanch).
- AP-2 Autopista desde Montblanch hasta Lérida.
- A-22 Autovía desde Lérida hasta Siétamo. (En construcción hasta Huesca).
- A-23 Autovía desde Huesca hacia Jaca, tramos construidos desde Huesca a Lanave, sur de Sabiñánigo y desde Cartirana a Guasa. (En construcción ronda de Sabiñánigo)
- A-21 Autovía desde Jaca hacia Noáin, tramos construidos desde Abay a Puente la Reina de Jaca, desde Asso-Veral a Escó y desde Tiermas a Noáin. (En construcción desde Escó a Tiermas)
- A-15 Ronda oeste de Pamplona
- AP-15 Autopista de peaje desde Pamplona hasta Irurzun.
- A-15 Autovía de Leizarán, desde Irurzun hasta Lecumberri.
- A-10 desde Irurzun hasta Alsasua.
- A-1 desde Alsasua hasta Vitoria.

Por otra parte, de Vitoria a Bilbao también se puede realizar el recorrido a través de la autovía Vitoria-Altube (N-622) hasta Murguía y la autopista de peaje E-804 AP-68 hasta Bilbao, con una distancia similar al efectuado por la N-240.

## Tramos
| Denominación | Tramo                                  | Año servicio | km  |
| ------------ | -------------------------------------- | ------------ | --- |
| N-240        | Gamarra Menor A-1 - Miñano Mayor (Sur) | 1975         | 3,3 |
| N-240        | Variante de Miñano Mayor               | 1967         | 2,4 |
| N-240        | Miñano Mayor (Norte) - Luco            | 1967         | 1,7 |
| N-240        | Luco - Urbina                          | 1976         | 1,6 |
| N-240        | Urbina - Villarreal de Álava           | 1976         | 2,3 |

## Recorrido

### Tramo desdoblado

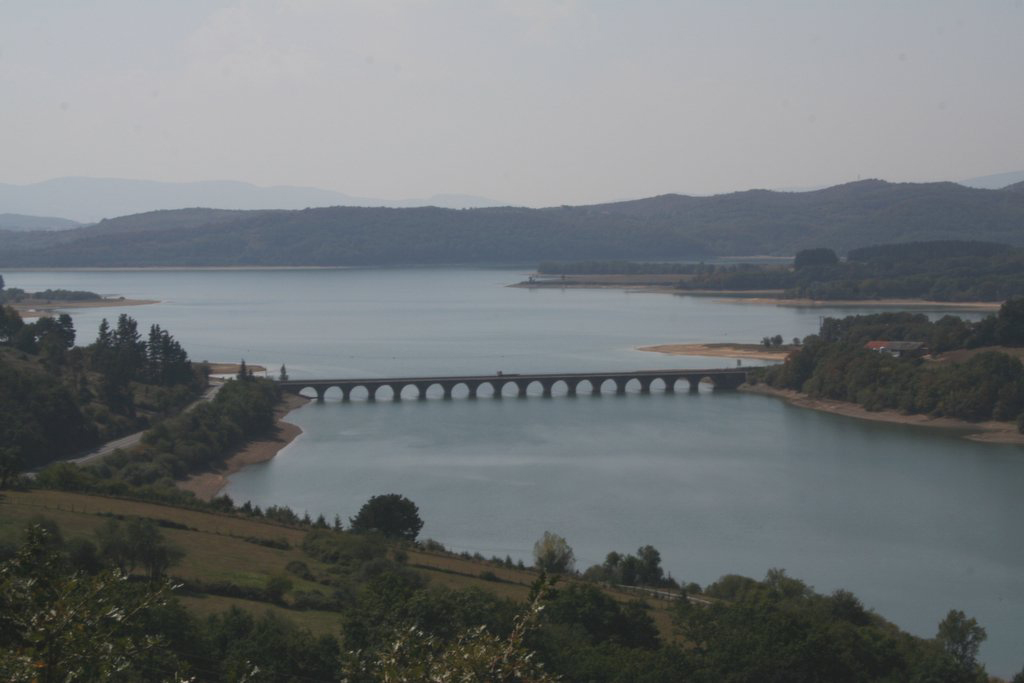
Puente de Elosu-Ollerías, sobre el Pantano de Santa Engracia, en Villarreal de Álava.

Entre Vitoria y Villarreal de Álava, la N-240 está desdoblada.
| Velocidad | Esquema | Número de Salida | Sentido Vitoria                                       | Sentido Bilbao                                        | Carretera que enlaza |
| --------- | ------- | ---------------- | ----------------------------------------------------- | ----------------------------------------------------- | -------------------- |
|           |         |                  |                                                       |                                                       | N-240                |
|           |         |                  | Landa                                                 | Landa                                                 | A-3006               |
|           |         |                  | Urrunaga                                              |                                                       | A-4402               |
|           |         | 13               | Vergara - Urrunaga - Goiain                           | Vergara - Urrunaga - Goiain                           | A-4402 A-627         |
|           |         |                  |                                                       |                                                       |                      |
|           |         | 10               | Luco - San Sebastián - Vergara Aeropuerto             | Luco - San Sebastián - Vergara Aeropuerto             | A-4016 AP-1 E-5 E-80 |
|           |         | 8                | Parque Tecnológico de Álava                           | Parque Tecnológico de Álava                           | A-3604               |
|           |         | 7                |                                                       | Durana - Gamarra Menor                                | A-4027 A-4008        |
|           |         | 5                | Burgos - Pamplona - San Sebastián - Bilbao Aeropuerto | Pamplona - San Sebastián - Burgos - Bilbao Aeropuerto | E-5 A-1 AP-68        |
|           |         |                  |                                                       |                                                       |                      |
|           |         |                  | Vitoria - Gamarra Mayor - Gamarra                     | Vitoria - Gamarra Mayor - Gamarra                     | Portal de Gamarra    |